# Christian Poulsen (labdarúgó)
Christian Bjørnshøj Poulsen (Asnæs, 1980. február 28.) dán válogatott labdarúgó, edző.

## Sikerei, díjai

### Klub
- København
  - Dán Szuperliga: 2000–01
  - Dán kupa: 2014–15

- Schalke 04
  - Német ligakupa: 2005
  - Intertotó-kupa: 2004

- Sevilla
  - Spanyol kupa: 2006–07
  - Spanyolszuperkupa: 2007
  - UEFA-kupa: 2006–07
  - UEFA-szuperkupa: 2006

- Ajax
  - Eredivisie: 2012–13, 2013–14
  - Holland szuperkupa: 2013

### Egyéni
- Az év fiatal dán labdarúgója: 2001
- Az év dán labdarúgója: 2005, 2006

## Linkek
- Christian Poulsen adatlapja a Transfermarkt oldalon (angolul)